# 兵庫県道383号上荘別府線
兵庫県道383号上荘別府線（ひょうごけんどう383ごう かみそうべふせん）は、兵庫県加古川市を通る一般県道である。

## 概要
加古川市上荘町都染から加古川市別府町朝日町に至る。
2025年（令和7年）3月28日 - 起点の変更に伴い路線名が八幡別府線（やはたべふせん）から上荘別府線に変更された。

### 路線データ
- 起点：加古川市上荘町都染（上荘橋東詰交差点、兵庫県道65号神戸加古川姫路線交点）
- 終点：加古川市別府町朝日町（山陽別府駅南交差点、兵庫県道129号別府港加古川停車場線交点）
- 総延長：9.4 km

## 歴史
- 2025年（令和7年）3月28日 - 兵庫県告示第286号により、兵庫県道18号加古川小野線の旧道の県道指定が解除される区間のうち、上荘橋東詰交差点 - 加古川市八幡町中西条の区間が追加指定され、路線名が八幡別府線（やはたべふせん）から上荘別府線に変更[1]。

## 路線状況

### 道路施設

#### 橋梁
- 新石守橋（石守川、加古川市）

## 地理

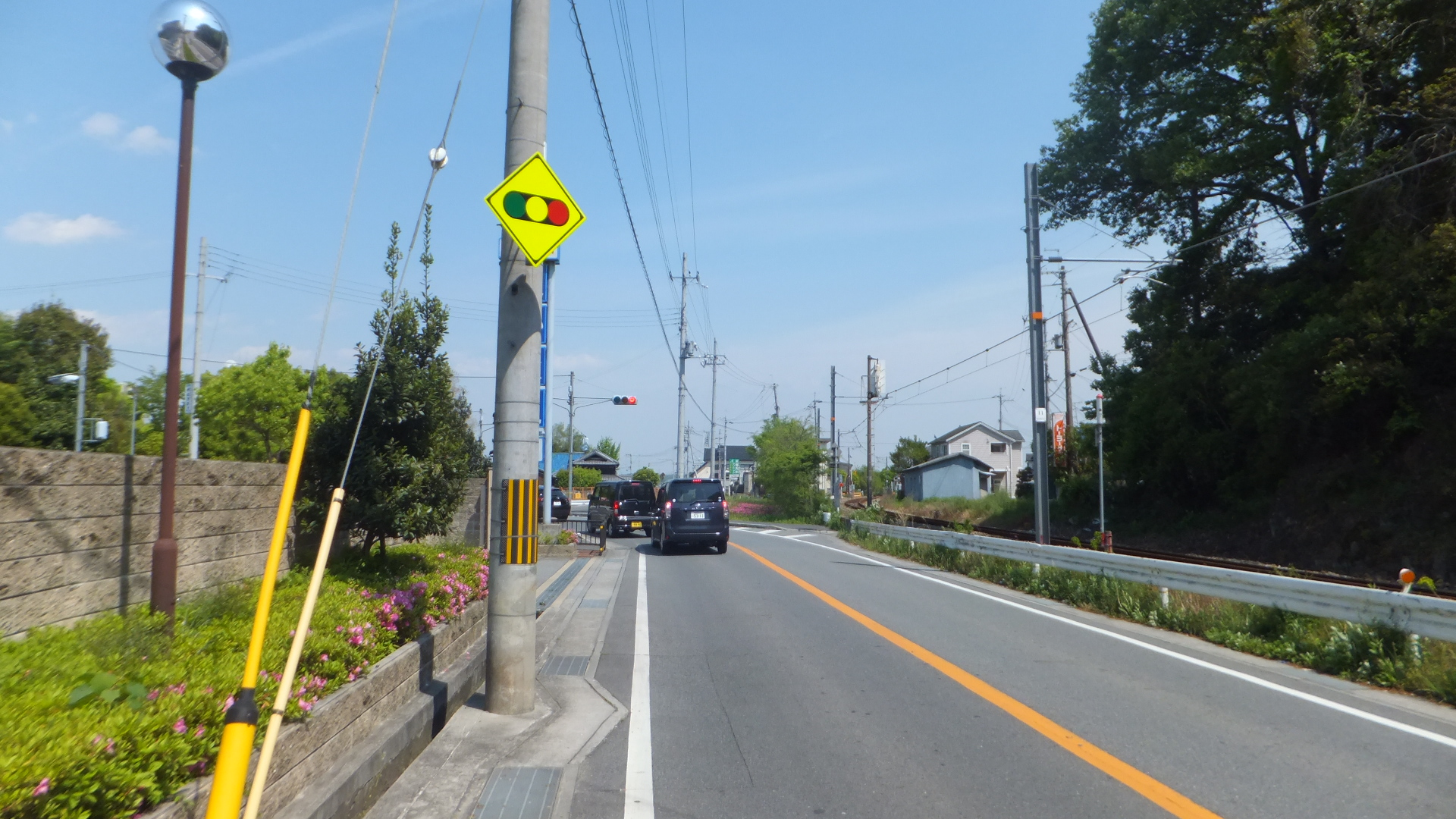
起点付近
加古川市神野町西条で撮影

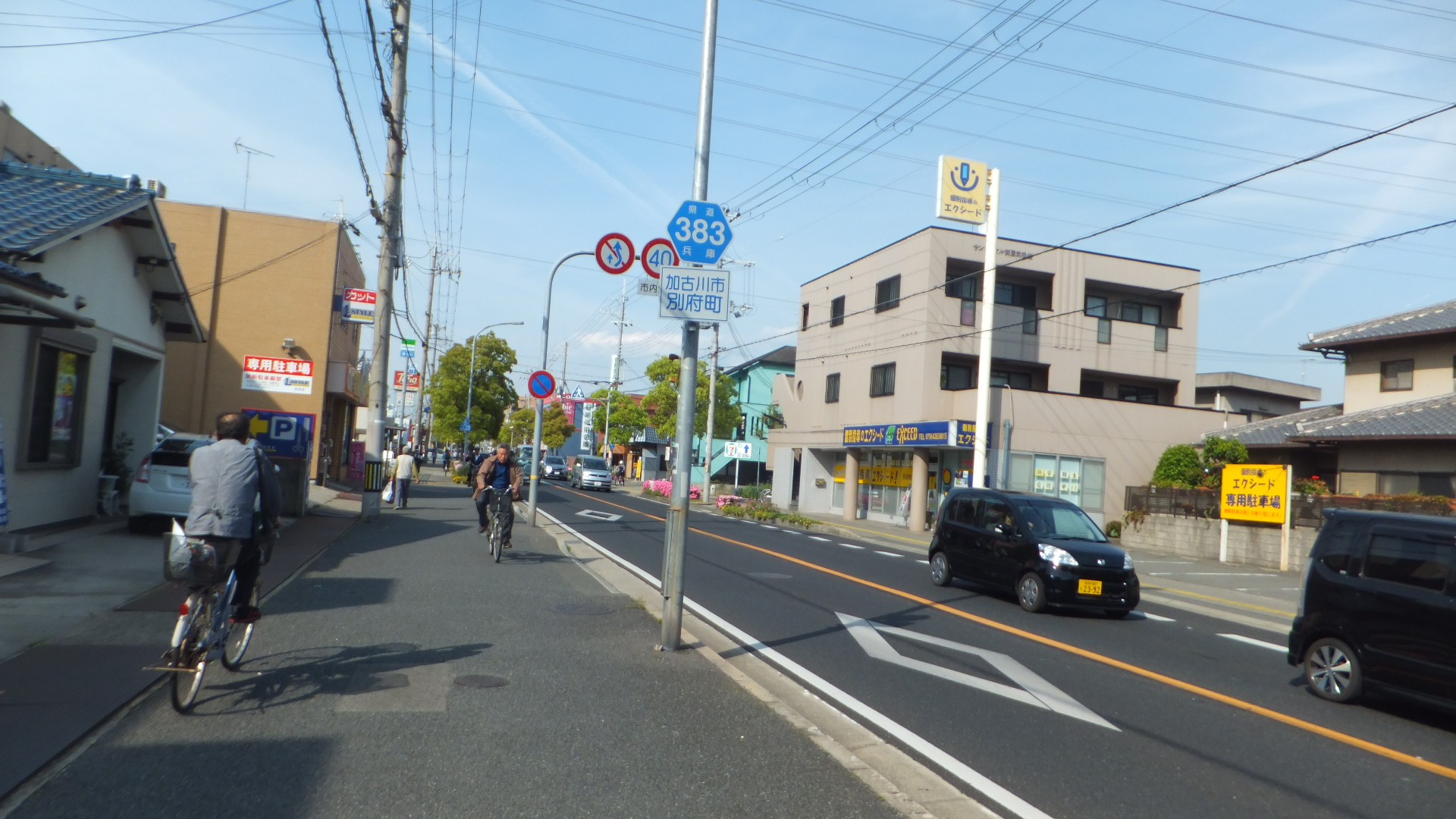
本道の標識
加古川市別府町別府で撮影

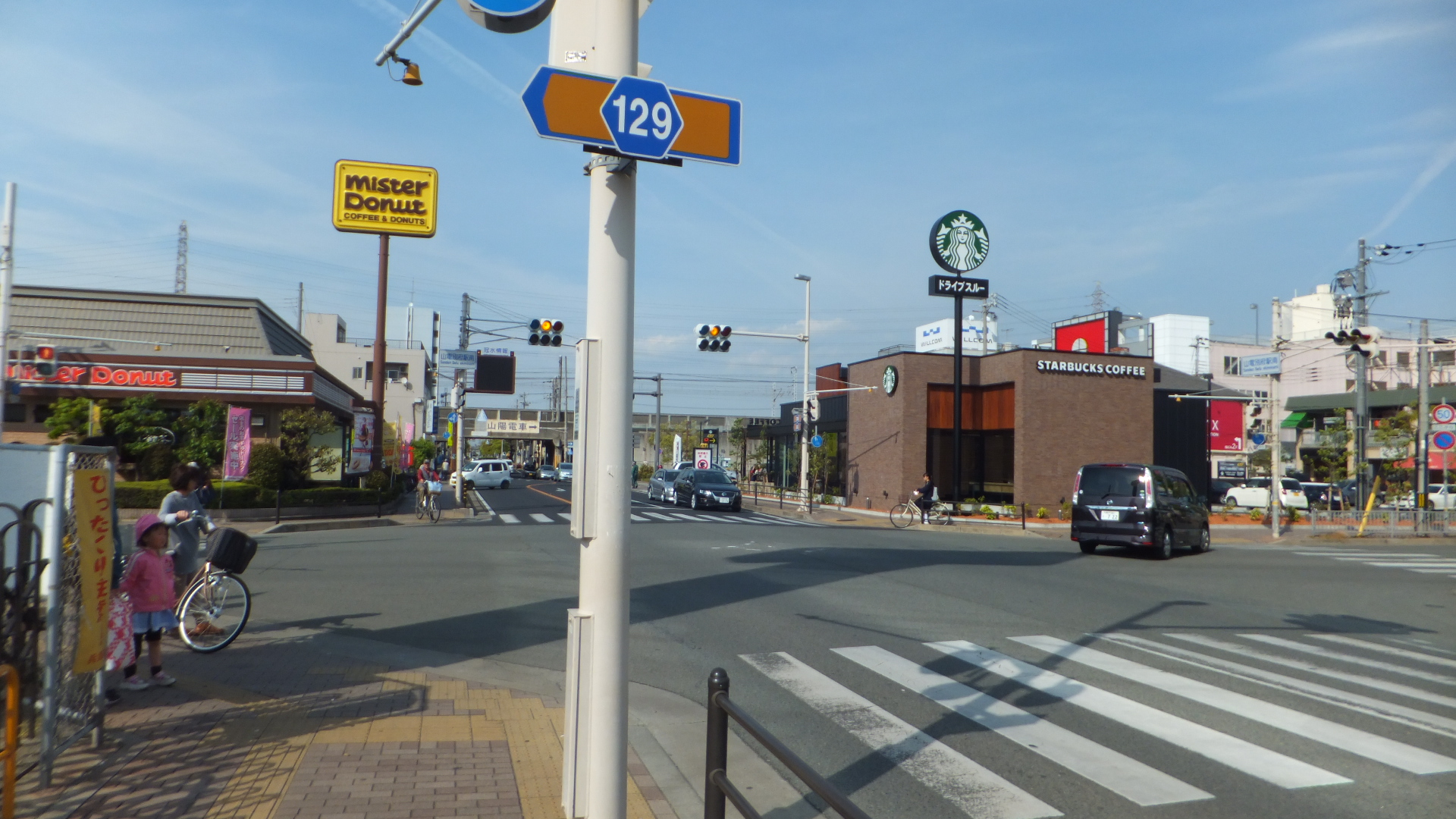
終点付近
加古川市別府町朝日で撮影

### 通過する自治体
- 加古川市

### 交差する道路
| 交差する道路                              | 交差する場所      | 交差する場所                  |
| ----------------------------------------- | ----------------- | ----------------------------- |
| 兵庫県道65号神戸加古川姫路線              | 上荘町都染        | 上荘橋東詰交差点 / 起点       |
| 兵庫県道384号平荘大久保線                 | 神野町石守        | 石守北交差点                  |
| 兵庫県道18号加古川小野線 / 東播磨南北道路 | 神野町石守        | 神野ランプ交差点 2 神野ランプ |
| 兵庫県道148号大久保稲美加古川線           | 野口町水足        | 福沢交差点                    |
| 国道2号 / 加古川バイパス                  | 平岡町新在家      | 加古川六反田交差点            |
| 国道2号                                   | 平岡町新在家3丁目 | 加古川新在家交差点            |
| 国道250号                                 | 平岡町一色        | 壱丁田交差点                  |
| 兵庫県道129号別府港加古川停車場線         | 別府町朝日町      | 山陽別府駅交差点 / 終点       |

### 交差する鉄道
- 加古川線
- 山陽本線
- 山陽新幹線
- 山陽電気鉄道本線

### 沿線
- 加古川
- 神野郵便局
- 加古川市立神野小学校
- 加古川市立野口北小学校
- 兵庫県立農業高等学校
- 北野郵便局
- アリオ加古川
- 大堰記念公園
- JR西日本山陽本線 東加古川駅
- 加古川東郵便局
- 山陽電気鉄道本線 別府駅